# Comendo os Ricos
Comendo os Ricos (no original: Eat the Rich) é uma comédia de humor negro britânico feito na década de 1980 pelos organizadores de um programa popular de TV na Inglaterra chamado de The Comic Strip Presents (As tirinhas apresentam) dirigido pelo diretor Peter Richardson.
O Filme teve a participação de artistas conhecidos no Reino Unido, dentre os quais Lemmy, vocalista do Motorhead e uma pequena participação de Paul McCartney.

## Sinopse
Em algum lugar de Londres um restaurante chamado Bastards, onde se serviam comidas exóticas, era frequentado pelos ricos e famosos na capital Britânica. Alex (Alan Pellay), um garçom muito descontente, trabalhava arduamente no restaurante, aguentando a frequente humilhação vinda dos esnobes clientes. Cansado disso, maltrata os clientes e é despedido. Abandonado por todos, começa a fazer uma revolução contra a burguesia local e também a se vingar do pessoal que o demitiu e, assim, se junta a outras pessoas que também foram humilhadas por esse tipo de clientela. Ao mesmo tempo, Nosher Powell, um político muito durão, mal-educado e sem noção de resolver as coisas com diplomacia, mas somente com violência, tenta arrecadar votos para sua campanha política. Odiado pelos revolucionários, Powell terá uma dura guerra contra os anarquistas que querem derrubar sua campanha. Os mentores General Krapov (Dave Beard) e Spider (Lemmy) vão atrapalhar e muito sua carreira política.

## Trilha sonora
A trilha sonora do filme foi toda feita pelo Motorhead com as músicas Eat The Rich(tema principal do filme) Dr Rock, Orgasmatron(música tocada pelo Sepultura do álbum Arise, na qual o Lemmy gostou bastante da versão de uma banda brazuca) e muitas outras.

## O Filme no Brasil
O Filme chegou a passar nos cinemas na década de 1980 e um ano depois chegou ao VHS.O filme em VHS foi lançado pela Globo Vídeo na época. Na TV o filme passou muito pouco e é uma raridade hoje de passar novamente. Em DVD infelizmente não tem uma versão nacional. Para conseguir achar esse filme, somente em lugares que vendem fitas em VHS usadas como sebo ou algumas locadoras que ainda disponibilizam filmes em VHS para locação.

## Elenco
- Alan Pellay - Garçom
- Dave Beard - General Krapov
- Lemmy Kilmister - Spider